# Niki Piazzoli
Niki Piazzoli (* 6. Dezember 1934 in Locarno; † 15. Juli 2010 in Sorengo) war ein Schweizer Architekt und Vertreter der Tessiner Architekturschule.

## Werdegang

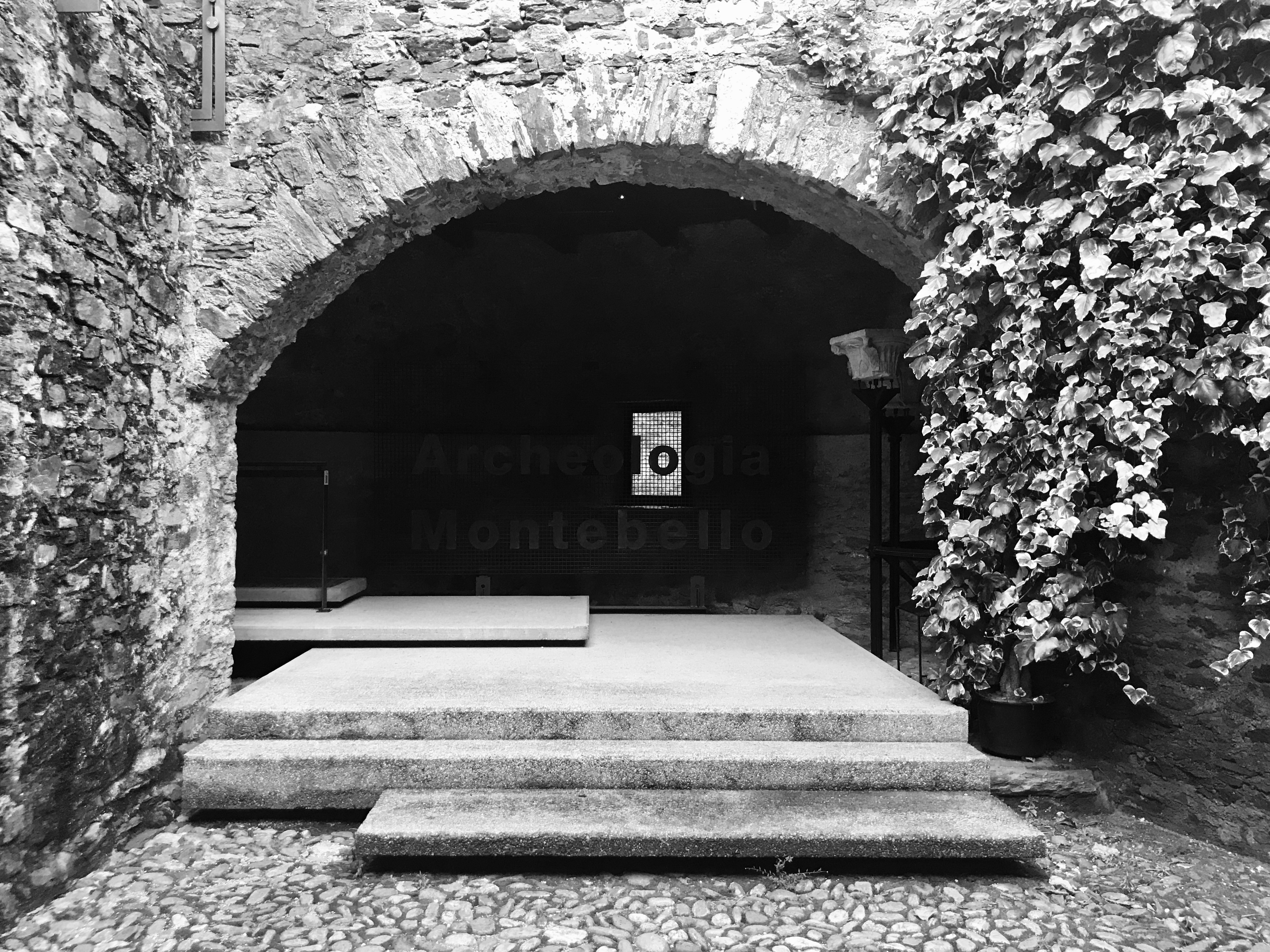
Castello di Montebello, Bellinzona

Piazzoli wuchs als Sohn des Architekten Aldo Piazzoli und dessen Frau Annamaria Gugerli auf. Von 1959 bis 1964 studierte Piazzoli Architektur an der Eidgenössischen Technischen Hochschule Zürich und schloss dort 1964 mit Diplom ab. Zwischen 1960 und 1969 arbeitete er bei verschiedenen Architekten. Von 1969 bis 1983 war er neben Mario Campi und Franco Pessina Partner des Architekturbüros CPP in Lugano. Piazzoli war von 1978 bis 1983 Direktor der Ingenieurschule Lugano-Trevano. Von 1987 bis 1998 war er Direktor des Amts für Bundesbauten in Bern und 1978 bis 1983 Zentralpräsident der Gesellschaft Schweizerischer Maler, Bildhauer und Architekten.

### Lehrtätigkeit
Von 1967 bis 1978 war Niki Piazzoli Lehrbeauftragter sowie 1973 bis 1978 Delegierter der Abteilung Architektur an der Ingenieurschule Lugano-Trevano.

### Preisrichtertätigkeiten
Niki Piazzoli war neben Alexander Freiherr von Branca, Reinhard Gieselmann, Klaus Humpert und Oswald Mathias Ungers Jurymitglied für die Erweiterung der Staatlichen Kunsthalle Karlsruhe von Heinz Mohl und neben Annette Gigon und Hans Stimmann in der Jury für die Erweiterung der Schweizer Botschaft in Berlin von Roger Diener und Helmut Federle.

## Bauten

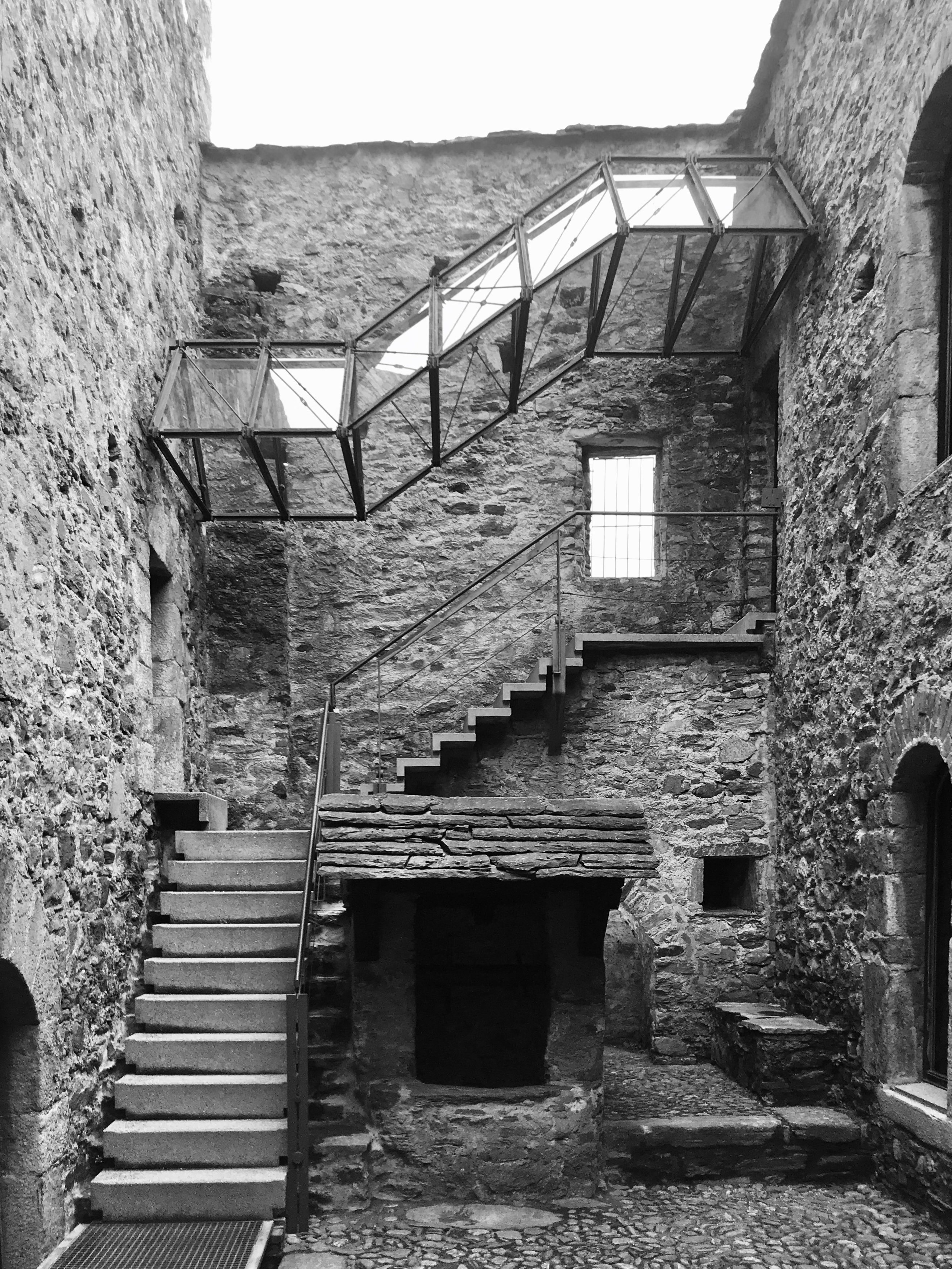
Castello di Montebello, Bellinzona

- 1971–1974: Umbau Castello di Montebello, Bellinzona[5][6]
- 1977–1980: Turnhalle, Neggio
- 1980: Blumenladen, Lugano[7]
- 1981: Casa Maggi, Arosio[8]
- 1982: Casa Polloni, Origlio
- 1975: Schulhaus, Caslano
- 1978: Casa Felder, Lugano[9]
- 1981: Casa Boni, Massagno[10]
- Projekt für die Restrukturierung des Areals Campo Marzio Nord, Lugano[11]